# Épisodes d'Inhumans
Cet article présente les huit épisodes de la série télévisée américaine Inhumans.

## Synopsis
Sur la Lune, la cité d'Attilan où vivent une communauté d'Inhumains est sous la coupe d'un nouveau tyran : Maximus. Après avoir pris le pouvoir par la force, il pourchasse la famille royale composée de Flèche Noire le roi, Médusa la reine, de Karnak le conseiller militaire, de Gorgone le guerrier et fait prisonnier Crystal la princesse, il instaure une fausse démocratie. Sur Terre dans l'île d'Hawaï, la famille royale séparée va devoir affronter de nombreux dangers ainsi que de nombreuses épreuves pour rendre la liberté à leur peuple tout en préservant le secret de leur existence aux Terriens...

## Distribution

### Acteurs principaux
- Anson Mount (VF : Jean-Alain Velardo) : Blackagar Boltagon / Flèche Noire[1]
- Serinda Swan (VF : Margot Faure) : Médusa[2]
- Iwan Rheon (VF : Olivier Augron) : Maximus Boltagon[3]
- Ken Leung (VF : Laurent Morteau) : Karnak[4]
- Eme Ikwuakor (VF : Daniel Lobé) : Gorgone[5]
- Isabelle Cornish (VF : Marie Tirmont) : Crystal[5]
- Ellen Woglom (VF : Charlotte Marin) : Louise Fisher

### Acteurs récurrents
- Sonya Balmores (VF : Audrey Sablé) : Auran, cheffe de la sécurité de Maximus
- Michael Buie : Roi Agon (épisodes 1, 3 à 4)
- Tanya Clarke : Reine Rynda (épisodes 1, 3 à 4)
- Marco Rodriguez : Kitang, chef du Conseil Génétique (épisodes 1, 3 et 8)
- Henry Ian Cusick : Docteur Evan Declan (épisodes 3 à 8)
- Ty Quiamboa : Holo (épisodes 3 à 5)
- Jamie Gray Hyder : Jen (épisodes 3 à 5)
- Michael Trotter (VF : Loïc Houdré) : Reno (épisodes 3 à 5)
- Ptolemy Slocum : Tibor (épisodes 3 à 6)
- Chad James Buchanan : Dave (épisodes 4 à 6)
- Sumire Matsubara : Locus (épisodes 3 à 5)
- Lofton Shaw : Flèche Noire adolescent (épisodes 1, 7 et 8)
- V.I.P. : Médusa adolescente (épisodes 1, 4, 7)
- Bridger Zadina : Mordis (épisodes 3 à 6)
- Liv Hewson (VF : Camille Donda) : Audrey (épisodes 4 à 6)

### Invités
- Mike Moh (VF : Stéphane Fourreau) : Triton (épisodes 1, 7 et 8)
- Nicola Peltz : L'inhumaine pourchassée (épisode 1)
- Tom Wright (en) : Directeur George Ashland, responsable du programme Callisto (épisodes 1, 2 et 8)

## Liste des épisodes

### Épisode 1:La face cachée de la lune
- États-Unis : 
  - 1er septembre 2017 dans les salles IMAX
  - 29 septembre 2017 sur ABC / CTV (Canada)
- France : 21 juin 2018 sur Altice Studio[6]
- Québec : 4 septembre 2018 sur Ztélé[7]

- États-Unis : 3,75 millions de téléspectateurs[8] (première diffusion)
- Canada : 1,08 million de téléspectateurs[9] (première diffusion + différé 7 jours)

- Mike Moh (Triton)
- Sonya Balmores (Auran)
- Nicola Peltz (L'inhumaine pourchassée)
- Marco Rodriguez (Kitang)
- Tom Wright (en) (Directeur George Ashland)
- Michael Buie (Roi Agon)
- Tanya Clarke (Reine Rynda)
- Lofton Shaw (Flèche Noire adolescent)
- V.I.P. (Médusa adolescente)
- Ari Dalbert (Bernaja)

Sur la Lune, la cité d'Attilan qui protège les Inhumains est dirigée par le roi Blackagar Boltagon surnommé Flèche Noire et sa femme Médusa. Mais le frère de Blackagar, Maximus, un Inhumain sans pouvoirs, provoque un coup d'état pour destituer Flèche Noire et prendre le trône. Auparavant, l'un des leurs, Triton, envoyé sur Terre par Flèche Noire pour retrouver les Inhumains transformés par les cristaux terragènes répandus dans l'océan (comme raconté dans la saison 2 de Marvel : Les Agents du SHIELD), disparaît à la suite d'une attaque de mercenaires et Maximus profite de l'événement pour se rebeller ouvertement contre son frère et roi, alors qu'il est l'instigateur de l'assassinat de Triton. Sur Terre, le programme Callisto où travaille une jeune ingénieure Louise découvre que la dernière sonde envoyée sur la Lune a été sabotée par des extra-terrestres. La mise à jour de l'existence des Inhumains inquiète Blackagar mais pas Maximus qui n'a qu'un désir : reconquérir leur planète d'origine. Le moment lui semble opportun quand il découvre qu'un jeune homme de la cité a acquis le pouvoir de voir le futur.
- Cet épisode a été monté avec le second épisode afin de faire un long métrage cinéma intitulé The First Chapter d'une durée de 80 minutes dans les salles IMAX.

### Épisode 2:Perdus en terre inconnue
- États-Unis : 
  - 1er septembre 2017 dans les salles IMAX
  - 29 septembre 2017 sur ABC / CTV (Canada)
- France : 21 juin 2018 sur Altice Studio[10]
- Québec : 11 septembre 2018 sur Ztélé

- États-Unis : 3,75 millions de téléspectateurs[8] (première diffusion)
- Canada : 1,08 million de téléspectateurs[9] (première diffusion + différé 7 jours)

- Sonya Balmores (Auran)
- Tom Wright (en) (Directeur George Ashland)
- Ty Quiamboa (Holo)
- Ari Dalbert (Bernaja)
- Moses Goods (Eldrac)

Après avoir neutralisé Gueule d'or pour éviter toute nouvelle évasion, Maximus fait prisonnière Crystal dans ses appartements. Il tue le reste des élus du conseil génétique et envoie sa chef de la sécurité Auran sur Terre grâce à Eldrac, le portail vivant menant aux ruines des anciennes cités inhumaines terriennes. Flèche Noire, Médusa, Gorgone et Karnak sont encore sous le choc et doivent s'habituer à leur nouvelle condition sur la planète Terre. Dans la base Callisto, Louise est mise au rancart par le directeur du programme car elle a découvert que les quatre Inhumains sont sur Terre en traçant leurs déplacements. Elle se rend à Oahu.

### Épisode 3:Diviser pour mieux régner
- États-Unis /  Canada : 6 octobre 2017 sur ABC / CTV
- France : 28 juin 2018 sur Altice Studio
- Québec : 18 septembre 2018 sur Ztélé

- États-Unis : 2,78 millions de téléspectateurs[11] (première diffusion)

- Sonya Balmores (Auran)
- Henry Ian Cusick (Docteur Evan Declan)
- Ty Quiamboa (Holo)
- Marco Rodriguez (Kitang)
- Michael Buie (Roi Agon)
- Tanya Clarke (Reine Rynda)
- Olo Alailima (Sammy)
- Bridger Zadina (Mordis)
- Sumire Matsubara (Locus)
- Jamie Gray Hyder (Jen)
- Michael Trotter (Reno)
- Ptolemy Slocum (Tibor)
- Ari Dalbert (Bernaja)

Sur Attilan, en échange de lui accorder de voir Gueule d'or, Maximus oblige Crystal à faire un discours pour la passation de pouvoirs devant le conseil génétique. Sur Terre, le milliardaire Evan Declan à l'origine du programme Callisto est informé par son assistant des récents événements survenus à Hawaï. Il décide donc de prendre un vol pour l'île. Louise Fisher fait une visite à la prison d'Oahu mais n'est pas autorisée à voir Flèche Noire. De son côté, Médusa parvient à entrer dans une maison et prendre des ravitaillements ainsi que de l'argent et des vêtements. Gorgone, qui a sympathisé avec des surfeurs, découvre que ces derniers sont d'anciens soldats. Il parvient à les rallier à sa cause pour sauver les Inhumains et combattre Maximus. Auran sur une base militaire reçoit des renforts de la Lune avec la téléportation de cinq inhumains dotés de pouvoirs puissants . L'un d'entre eux, Mordis, dont les yeux émettent des rayons surpuissants, est un ancien criminel qui a été relâché par Maximus en échange du pardon royal.
Dans la prison, Flèche Noire sympathise avec un autre détenu qui a été transformé par les cristaux terrigènes et qui dispose lui aussi d'un pouvoir. Declan lui a demandé de faire évader Flèche Noire. Karnak, toujours perdu dans la jungle fait la connaissance de trafiquants de marijuana. Ces derniers acceptent de l'héberger pendant un certain temps. Sur la Lune, au moment de faire son discours Crystal préfère fuir et réfrigère les gardes. Elle s'enfuit avec Gueule d'or qui la téléporte sur Terre. Maximus rebondit et dénonce la famille royale comme des lâches. Alors que Gorgone et ses amis affrontent les Inhumains de Maximus dans la jungle, l'un d'entre eux est blessé. Le colosse décide de faire marche arrière et part avec ses amis.

### Épisode 4:Course contre la montre
- États-Unis /  Canada : 13 octobre 2017 sur ABC / CTV
- France : 28 juin 2018 sur Altice Studio
- Québec : 25 septembre 2018 sur Ztélé

- États-Unis : 2,3 millions de téléspectateurs[12] (première diffusion)
- Canada : 1,05 million de téléspectateurs[13] (première diffusion + différé 7 jours)

- Sonya Balmores (Auran)
- Henry Ian Cusick (Docteur Evan Declan)
- Ty Quiamboa (Holo)
- Michael Buie (Roi Agon)
- Tanya Clarke (Reine Rynda)
- Olo Alailima (Sammy)
- Bridger Zadina (Mordis)
- Jamie Gray Hyder (Jen)
- Michael Trotter (Reno)
- Ptolemy Slocum (Tibor)
- Chad James Buchanan (Dave)
- Liv Hewson (Audrey)
- Sumire Matsubara (Locus)
- Kala Alexander (Makani)
- Albert Ueligitone (Pablo)
- V.I.P. (Médusa adolescente)
- Krista Alvarez (Flora)
- Jeff Juett (Ted)
- Lelia Bootsma (Crystal enfant)
- Matt Perfetuo (Sakas)

Le Docteur Declan promet à Flèche Noire et Sammy qu'il les aidera en échange de passer quelques tests médicaux dans son laboratoire de génétique. Médusa et Louise Fisher poursuivies par la police trouvent refuge dans un motel. Quant à Gorgone et ses amis, ils se regroupent dans la jungle après avoir été battus par les mercenaires de Maximus. Karnak, quant à lui passe de plus en plus de temps avec Jen qui est tombée amoureuse. Sur Attilan, Maximus continue d'asseoir son pouvoir et fait arrêter les membres du conseil génétique. Crystal de son côté a fait la connaissance d'un fermier, Dave. Ce dernier demande à son ex-fiancée, Audrey, qui est aussi vétérinaire de s'occuper de Gueule d'or, blessé après avoir été percuté par le quad de Dave.

### Épisode 5:Aux grands maux les grands remèdes
- États-Unis /  Canada : 20 octobre 2017 sur ABC / CTV
- France : 5 juillet 2018 sur Altice Studio
- Québec : 2 octobre 2018 sur Ztélé

- États-Unis : 1,98 million de téléspectateurs[14] (première diffusion)

- Sonya Balmores (Auran)
- Henry Ian Cusick (Docteur Evan Declan)
- Olo Alailima (Sammy)
- Bridger Zadina (Mordis)
- Jamie Gray Hyder (Jen)
- Michael Trotter (Reno)
- Ptolemy Slocum (Tibor)
- Chad James Buchanan (Dave)
- Liv Hewson (Audrey)
- Sumire Matsubara (Locus)
- Matt Perfetuo (Sakas)
- Krista Alvarez (Flora)

Sur l'île d'Oahu, après s'être débarrassé de Ted, Reno compte supprimer Jen et Karnak mais à son tour il est éliminé par les trafiquants de drogue avec qui il travaille. La jeune femme, blessée par un débris de balle que Karnak a brisé à mains nues, est soignée rapidement et les deux prennent la fuite dans la forêt. Pendant ce temps, Gueule d'or rétabli téléporte Crystal et Dave sur une plage pour profiter d'un peu de répit. Dans le laboratoire du Dr Declan, ce dernier fait des découvertes sur les corps autopsiés d'Auran et de son complice Sakas. La jeune femme récupère grâce à son pouvoir d'auto-guérison et prend le scientifique en otage. Le reste du groupe de mercenaires de Maximus composé de Mordis et de Flores ont réussi à retrouver et capturer Sammy. Flèche Noire, Médusa, Louise et Locus, l'inhumaine faite prisonnière, sont sur la trace de Karnak.

### Épisode 6:Les loyalistes
- États-Unis /  Canada : 27 octobre 2017 sur ABC / CTV
- France : 5 juillet 2018 sur Altice Studio
- Québec : 9 octobre 2018 sur Ztélé

- États-Unis : 2,05 millions de téléspectateurs[15](première diffusion)

- Sonya Balmores (Auran)
- Henry Ian Cusick (Docteur Evan Declan)
- Olo Alailima (Sammy)
- Bridger Zadina (Mordis)
- Ptolemy Slocum (Tibor)
- Chad James Buchanan (Dave)
- Liv Hewson (Audrey)
- Ari Albert (Bernaja)
- Moses Goods (Eldrac)
- Aaron Hendry (Loyolis)
- Kirsta Alvarez (Flora)

Crystal et Dave se rendent sur le plus haut plateau d'Oahu pour lancer un signal aux autres inhumains. Flèche Noire, Médusa et Louise les retrouvent et se rendent à la ferme pour retrouver Gueule d'or, tandis que Gorgone et Karnak partent délivrer le docteur Declan et Sammy, prisonniers d'Auran, Mordis et Flora qui se trouvent dans le laboratoire expérimental du scientifique. Une fois revenu à la ferme, le groupe est confronté à un problème : Audrey, la vétérinaire, ne fait plus confiance à l'inhumaine et a décidé d'informer les autorités de sa présence sur Terre. Gueule d'Or se téléporte avec la famille royale, laissant Louise et Dave convaincre la police de repartir.

### Épisode 7:Chaos en territoire secret
- États-Unis /  Canada : 3 novembre 2017 sur ABC / CTV
- France : 12 juillet 2018 sur Altice Studio
- Québec : 16 octobre 2018 sur Ztélé

- États-Unis : 1,96 million de téléspectateurs[16](première diffusion)

- Mike Moh (Triton)
- Sonya Balmores (Auran)
- Henry Ian Cusick (Docteur Evan Declan)
- Ari Dalbert (Bernaja)
- Aaron Hendry (Loyolis)
- Krista Alvarez (Flora)
- Lofton Shaw (Flèche Noire jeune)
- V.I.P. (Médusa jeune)

La famille royale d'Attilan parvient à capturer Auran, Declan et les Inhumains envoyés par Maximus. Crystal les ramène à Attilan et demande un pourparler au nom de Flèche Noire, la mort de Gorgone ayant changé la donne. Auran comprend que la seule motivation de Maximus est de devenir Inhumain. Sur Terre, Flèche Noire révèle que Triton est encore en vie. Ensemble, ils retournent sur Attilan mais en faisant un détour par un bunker secret, le roi déchu se méfiant de son frère.

### Épisode 8:Le retour de Black Bolt
- États-Unis /  Canada : 10 novembre 2017 sur ABC / CTV
- France : 12 juillet 2018 sur Altice Studio
- Québec : 23 octobre 2018 sur Ztélé

- États-Unis : 1,95 million de téléspectateurs[17](première diffusion)

- Mike Moh (Triton)
- Sonya Balmores (Auran)
- Henry Ian Cusick (Docteur Evan Declan)
- Marco Rodriguez (Kitang)
- Tom Wright (Directeur George Ashland)
- Ari Dalbert (Bernaja)
- Aaron Hendry (Loyolis)
- Moses Goods (Eldrac)
- Andra Nechita (Iridia)
- Aidan Fiske (Maximus jeune)
- Krista Alvarez (Flora)
- Lofton Shaw (Flèche Noire jeune)

Flèche Noire veut tuer Maximus mais ce dernier l'avertit : lui seul peut empêcher la destruction du dôme protecteur d'Attilan s'il ne donne pas signe de vie au système. Alors que le dôme qui protège la cité commence à vaciller, Flèche Noire décide de faire évacuer la ville entière. Dans ce but, Médusa est téléportée sur Terre par Gueule d'or. Elle retrouve Louise Fisher chez elle. La scientifique pourra l'aider à une condition : d'aller sur la Lune, son rêve depuis toujours. Gorgone qui s'est réveillé est devenu fou et tue Declan en le projetant sur l'une des cabines de transformation terrigènes. Les gardes royaux sur le point d'être anéantis par le géant sont sauvés par l'intervention de Flora qui l'endort avec ses pouvoirs. Gorgone est emprisonné dans la pièce de silence où se trouve aussi Karnak. Pendant ce temps, Flèche Noire qui tient en otage Maximus sort du bunker avec l'aide de Triton. Gorgone et Karnak parviennent à sortir de la pièce de silence et retrouvent ce dernier. Quant à Flèche Noire, il laisse s'échapper Maximus délivré par ses gardes menés par Loyolis.

Sur Terre, Médusa parvient à convaincre George Ashland de l'aider à trouver un endroit sain et sauf pour la population d'Attilan. Il contacte son "patron" lorsqu'il est témoin de la téléportation de Gueule d'or et Crystal. Médusa confie à Louise les cristaux terrigènes contenant de précieuses informations sur les capacités des Inhumains. Alors que le bouclier devient de plus en plus faible, Médusa tente une dernière tentative de sauvetage en allant voir Maximus : en échange d'un cristal terrigène, il devra arrêter le compte à rebours pour la destruction de la cité mais il refuse. Médusa détruit le cristal ce qui a pour conséquence de rendre furieux le tyran. Auran qui se rend compte de l'égoïsme de son roi commence à changer d'opinion sur lui lorsqu'elle est témoin de son attitude lors de l'annonce publique de Médusa à la population. Cette dernière prévient les Inhumains de se rendre à Eldrac pour la téléportation sur Terre. Les bâtiments chutent et des tremblements de Lune deviennent de plus en plus puissants. Les habitants fuient dans la panique.